# Arlequí

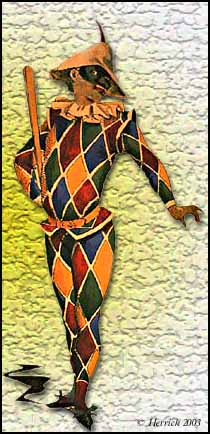
Arlequí amb màscara

Arlequí (Arlecchino en italià) és un dels personatges clàssics de la Commedia dell'Arte ('comèdia de l'art'), apareguda a Itàlia al segle xvi, el vestit del qual estava fet de rombes multicolors que, al principi, eren pedaços que representaven la pobresa del personatge, però que, amb el temps, van anar estilitzant-se, fins a esdevenir un vestit bonic i elegant.
El seu nom vindria del rei de Gran Bretanya, Herla (Herla King), o d'un dimoni anomenat Hellequin. Es pensa també en els girs anglesos Hell ('infern') i King ('rei'). Arlequí seria, d'aquesta manera, un personatge nascut de creences populars relatives a l'infern. Va ser molt utilitzat en moltes peces de la Comedia dell'Arte, en què apareixia com un personatge masculí indispensable. La seva funció és la d'un ballet còmic i és conegut pel seu sentit de l'humor. Contràriament a Brighella, fa gala de molt poca intel·ligència; és més aviat ximple, famèlic, crèdul i parsimoniós. Sempre cerca menjar, i per a aconseguir-ne és capaç d'inventar qualsevol estratagema, pirueta o acrobàcia, mentre que la resta del temps el passa a dormir o cercar la manera de fer el mínim esforç possible.
Els arlequins solen anar vestits amb robes de quadres i coberts amb un antifaç o una màscara. L'Arlequí exerceix el rol de servidor humil, com en El servidor de dos amos, de Carlo Goldoni. Pot ser l'enamorat de Colombina, i per tant, un rival de Pierrot. A França, apareix en temps de Molière, en què canvien les seves característiques per a mostrar-lo com un servent ingenu i sensible, com en l'Illa dels esclaus.